# 로만 부이치츠키
로만 부이치츠키(폴란드어: Roman Wójcicki, 1958년 1월 8일, 오폴레 주 니사 ~)는 폴란드의 축구 감독이자 전 선수이다. 그는 현역 시절 오드라 오폴레, 실롱스크 브로츠와프, 비제프 우치, 홈부르크, 그리고 하노버 96 등의 구단에서 수비수로 활약했다.

## 선수 경력
부이치츠키는 니사 출신이다. 그는 폴란드 국가대표팀 경기에 62번 출전해 2골을 기록했다. 그는 1978년, 1982년, 그리고 1986년에 3번 연속 월드컵에 참가했고, 이 중 1982년 대회에서 3위에 입상했다.
그는 하펠제에서 선수 겸 코치를 맡은 후 은퇴했고, 이후 하노버 지역의 여러 아마추어 구단과 유소년부를 지도했다.

## 경력 통계

### 국가대표팀
| 국가대표팀 | 연도 | 출장 | 골 |
| ---------- | ---- | ---- | -- |
| 폴란드     | 1978 | 2    | 0  |
| 폴란드     | 1979 | 2    | 0  |
| 폴란드     | 1980 | 7    | 0  |
| 폴란드     | 1981 | 1    | 0  |
| 폴란드     | 1982 | 3    | 0  |
| 폴란드     | 1983 | 6    | 0  |
| 폴란드     | 1984 | 11   | 1  |
| 폴란드     | 1985 | 14   | 0  |
| 폴란드     | 1986 | 8    | 0  |
| 폴란드     | 1987 | 3    | 1  |
| 폴란드     | 1988 | 3    | 0  |
| 폴란드     | 1989 | 2    | 0  |
| 합계       | 합계 | 62   | 2  |

### 국가대표팀 득점 목록
아래의 점수에서 왼쪽의 점수가 폴란드의 점수이며, 점수 열은 부이치츠키의 득점 당시 점수를 나타낸다.
| # | 날짜            | 경기장            | 상대           | 점수 | 결과 | 대회                  |
| - | --------------- | ----------------- | -------------- | ---- | ---- | --------------------- |
| 1 | 1984년 1월 27일 | 인도 콜카타       | 중화인민공화국 | 1–0  | 1–0  | 친선경기              |
| 2 | 1987년 5월 17일 | 헝가리 부다페스트 | 헝가리         | 3–4  | 3–5  | UEFA 유로 1988 예선전 |

## 수상
오드라 오폴레
- 푸하르 리기: 1977[4]

비제프 우치
- 푸하르 폴스키: 1984–85[4]

하노버 96
- DFB-포칼: 1991–92[4]

폴란드
- 월드컵 3위: 1982
- 네루컵: 1984[5]